# Amel sportif baladiat Maghnia
Ne pas confondre avec le IRB Maghnia, un autre club de la ville de Maghnia fondé en 1928.
Maillots
Le Amel Sportif Baladiat Maghnia (en arabe : الأمل الرياضي لبلدية مغنية), plus couramment abrégé en ASB Maghnia ou encore en ASBM, est un club algérien de football fondé en 1996 et basé dans la commune de Maghnia, dans la wilaya de Tlemcen.

## Histoire
L'équipe de l'Amel Sportif Baladiat Maghnia évolue depuis la saison 2015-2016 dans le championnat d'Algérie de 3e division, appelé Division nationale amateur.

## Parcours

### Classement en championnat par année
- 1996-97 : D7, Division Wilaya Tlemcen, 1re
- 1997-98 : D6, Division Pré-honneur Ouest, Groupe 1re
- 1998-99 : D5, Division d'Honneur Ouest, Groupe ?e
- 1999-00 : D4, Régional Ouest, 3e
- 2000-01 : D3, Régional 1 Ouest, 4e
- 2001-02 : D3, Régional 1 Ouest, ?e
- 2002-03 : D3, Régional 1 Ouest, ?e
- 2003-04 : D3, Régional 1 LRF Oran, ?e
- 2004-05 : D4, Régional 1 LRF Oran, ?e
- 2005-06 : D4, Régional 1 LRF Oran, ?e
- 2006-07 : D4, Régional 1 LRF Oran, ?e
- 2007-08 : D4, Régional 1 LRF Oran, ?e
- 2008-09 : D4, Régional 1 LRF Oran, ?e
- 2009-10 : D4, Régional 1 LRF Oran, ?e
- 2010-11 : D4, Inter-régions Ouest, ?e
- 2012-13 : D4, Inter-régions Ouest, ?e
- 2012-13 : D4, Inter-régions Ouest, ?e
- 2013-14 : D4, Inter-régions Ouest, ?e
- 2014-15 : D4, Inter-régions Ouest, 1re
- 2015-16 : D3, DNA Ouest, 8e
- 2016-17 : D3, DNA Ouest, 12e
- 2017-18 : D3, DNA Ouest, 2e
- 2018-19 : D3, DNA Ouest, 6e
- 2019-20 : D3, DNA Ouest, 15e
- 2020-21 : D3, DNA Ouest, Groupe D2 6e
- 2021-22 : Inter-régions Ouest, 16e
- 2022-23 : D4, Régional 1 ( ligue d'Oran ), 16e
- 2023-24 : D5, Régional 2 ( ligue d'Oran ) , e

### Parcours de l'ASB Maghnia en coupe d'Algérie
| Saison  | Tour          | Matchs          | Résultats     |
| ------- | ------------- | --------------- | ------------- |
| 1996-97 | ?e T.R        | ?               | ?             |
| 1997-98 | 1/16 finale   | USM El Harrach  | 4-2 a.p       |
| 1998-99 | 1/32 finale   | RC Kouba        | 2-1           |
| 1999-00 | 1/32 finale   | RC Kouba        | 4-0           |
| 2000-01 | ?e T.R        | ?               | ?             |
| 2001-02 | 1/8 finale    | MO Constantine  | 2-1 a.p       |
| 2002-03 | 1/64 finale   | GC Mascara      | ?             |
| 2003-04 | 1/4 finale    | NC Magra        | 1-0           |
| 2004-05 | ?e T.R        | ?               | ?             |
| 2005-06 | ?e T.R        | ?               | ?             |
| 2006-07 | 1/16 finale   | CRB Dréan       | 2-1 a.p       |
| 2007-08 | ?e T.R        | ?               | ?             |
| 2008-09 | ?e T.R        | ?               | ?             |
| 2009-10 | ?e T.R        | ?               | ?             |
| 2010-11 | ?e T.R        | ?               | ?             |
| 2011-12 | Avant dernier | ES Araba        | 1-0           |
| 2012-13 | Avant dernier | RCB Oued R'hiou | 0-0 t.a.b 6-5 |
| 2013-14 | Avant dernier | CRB Ben Badis   | ?             |
| 2014-15 | Avant dernier | JRB Sidi Brahim | ?             |
| 2015-16 | 1/4 finale    | US Tébessa      | 1-0           |
| 2016-17 | 1/64 finale   | OM Arzew        | 1-0 a.p       |
| 2017-18 | Avant dernier | CRB El Amria    | ?             |
| 2018-19 | 1/32 finale   | MC Oran         | 3-2           |
| 2019-20 | Avant dernier | ASM Oran        | ?             |
| 2020-21 | N.J           | N.J             | N.J           |